# Hardybodes calcaratus
Hardybodes calcaratus är en kvalsterart som först beskrevs av Sandór Mahunka 1986.  Hardybodes calcaratus ingår i släktet Hardybodes och familjen Carabodidae. Inga underarter finns listade i Catalogue of Life.